# Rodrigo Tapia
Rodrigo Eduardo Tapia Contreras (Chile, 13 de marzo de 1988), exfutbolista chileno. Recordado por anotar un gol a los 18 segundos de haber debutado profesionalmente por Colo-Colo en 2006.

## Biografía
Rodrigo nace el 13 de marzo de 1988. Muy temprano en su infancia es buscado por Colo-Colo y se desarrolló en las Divisiones Menores del plantel. En selecciones chilenas sub-16 y sub-17 compartió y compiio en delantera con jugadores como Alexis Sánchez y Patricio Salas y compartió en el equipo con Christopher Toselli, Gerardo Cortes, Cristóbal Jorquera y Mauricio Isla.
El 7 de mayo de 2006, a sus 18 años, debuta en el primer equipo de Colo-Colo ante Cobreloa por la Fecha 15 del Torneo de Apertura, ingresando al minuto 84' por Humberto Suazo, poco después de ingresar recibió un centro desde la derecha de Jorge Valdivia, el cual controló y remato de zurda para anotar su primer gol en el profesionalismo a tan solo 18 segundos de haber ingresado sellando el triunfo albo por 2-0.
Apareció seis veces más con Colo-Colo, y en la última ocasión jugó de titular en el partido de ida de cuartos de final del Torneo de Clausura 2006, ante Deportes Puerto Montt, marcando el único gol, que les llevó a la victoria.
Debido a actos de indisciplina, el año 2007 fue cedido a préstamo a Ñublense de Chillán, equipo con el que disputó el Torneo de Apertura, de Primera A, del mismo año. El segundo semestre del mismo año, llega a Municipal Iquique, equipo de la Primera B de Chile.
El 2008 llega a Fernández Vial, equipo de la Primera B de Chile, donde sufre el descenso del club a la Tercera División.
El 2009 llega a Deportes Ovalle, equipo con el que disputa el torneo de la Tercera División A de Chile.

## Clubes
| Club              | País  | Año       |
| ----------------- | ----- | --------- |
| Colo Colo         | Chile | 2006      |
| Ñublense          | Chile | 2007      |
| Municipal Iquique | Chile | 2007      |
| Fernández Vial    | Chile | 2008      |
| Deportes Ovalle   | Chile | 2009-2010 |
| Trasandino        | Chile | 2011      |
| San Antonio Unido | Chile | 2012      |

## Palmarés

### Campeonatos nacionales
| Título           | Club      | País  | Año    |
| ---------------- | --------- | ----- | ------ |
| Primera División | Colo-Colo | Chile | 2006-A |
| Primera División | Colo-Colo | Chile | 2006-C |